# Sinfonia n. 7 (Sibelius)
La Sinfonia n. 7 in do maggiore, op. 105 è l'ultima sinfonia del compositore finlandese Jean Sibelius.

## Descrizione
Terminata nel 1924, la settima sinfonia composta da Sibelius è anche l'unica nella quale il maestro finlandese rinuncia alla suddivisione in tempi separati e distinti; l'opera si presenta infatti come un unico grande blocco monolitico (l'autore pensava di intitolarla originariamente “Fantasia Sinfonica”), anche se al suo interno possono ravvisarsi quattro distinte sezioni. Introdotta dal timpano, la prima parte inizia con un Adagio introduttivo in 3/2 che da cupe sonorità notturne conduce gradualmente al tema principale della composizione, chiamato dallo stesso compositore "Tema di Aino" (la moglie di Jean Sibelius), cantato in modo sonoro, dolce ed espressivo dal trombone; si passa progressivamente ad un Vivacissimo con il tempo in 3/2 che viene sostituito da quello in 6/4. 
La seconda parte, indicata un tempo Allegro molto moderato (in 6/4), si presenta molto più sviluppata della precedente ed è seguita da una successiva sezione più rapida, in tempo prima Vivace, poi Presto, che riconduce al tema principale intonato dal trombone. 
Il successivo tempo indicato Largamente molto conduce al culmine di intensità della sinfonia che sfocia in un episodio in cui gli archi divisi suonano fortissimo nel registro acuto. Conclude l'opera l'Adagio finale, in cui viene ancora una volta riaffermato il tema principale affidato nuovamente alla voce del trombone.